# Pepper Pike
Pepper Pike è un comune degli Stati Uniti d'America, situato nello stato dell'Ohio, nella contea di Cuyahoga.